# ارتداد در ادیان
ارتداد در معنای اصطلاحی به معنی خارج شدن یک فرد مسلمان از دین اسلام است.

## واژه‌شناسی
میرچا الیاده در دائره المعارف ادیان، برای ارتداد از واژه Apostasy استفاده می‌کند. این واژه از واژه یونانی (ἀποστασία)آپوستازیا به معنای فرار، کناره‌گیری، شورش و ارتداد گرفته شده‌است.
واژه ارتداد از واژه «رد» گرفته شده‌است و به معنای بازگشت است. در ادبیات دینی به بازگشت از حق بسوی کفر رد می‌گویند و رده نیز گفته می‌شوند. در نظر پیروان ادیان سه‌گانه ابراهیمی هر زمان که فردی از آن دین به جانب ادیان دیگر بازگردد مثلاً یک مسلمان مسیحی شود یا بالعکس یا یک یهودی مسیحی شود یا مسلمان شود به این عمل وی ارتداد گفته می‌شود و به چنین فردی مرتد و کافر می‌گویند. ارتداد در مسیحیت و یهودیت نیز وجود دارد و اختصاص به اسلام ندارد. معنای عرفی و لغوی این واژه یکی است. ارتداد از مصدر باب افتعال عربی است و از ماده «ردد» گرفته شده‌است. ارتداد را به معنای مطلق بازگشت نیز در نظر گرفته‌اند و رده را به معنای بازگشت از اسلام معنی کرده‌اند. ابن منظور از واژه شناسان، ارتداد مطلق را به معنای دگرگونی و ارتداد از دین را بمعنی کفر بیان کرده‌است.

## ارتداد در دیگر ادیان
ارتداد مانند بسیاری از احکام از طریق یهودیت وارد مسیحیت شده‌است. در عهد عتیق سفر تثنیه به مسئله ارتداد اشاره شده‌است چنان‌که یهودیت ان را گناهی بزرگ نیز می‌داند. با این تفاوت که یک یهودی که از راه درستی یهودی شده باشد مثلاً از طریق مادر، با ارتداد از یهودیت خارج نمی‌شود هر چند مرتد دین دیگری را بپذیرد.
در عهد جدید کتاب عبرانیان به موضوع ارتداد اشاره شده‌است. در انجیل لوقا هنگامی که چهار نوع زمین توضیح داده می‌شود ایمان برخی افراد که به ارتداد منتهی می‌شود به بذرهایی بی ریشه و بر سنگلاخ افتاده تشبیه شده‌است.

## ارتداد در اسلام

### شیعه
فقیهان شیعه ارتداد را سه نوع دانسته‌اند. ارتداد نیت، ارتداد فعلی و ارتداد قولی. جایگاه بحث ارتداد در فقه شیعه در کتاب حدود است و فقهای شیعه اثبات مرتد بودن فرد را مبتنی بر اقرار او می‌دانند.